# تیکای پتروجارل
تیکای پتروجارل (انگلیسی: Teekay Petrojarl) شرکت نفت نروژی است، که در سال ۱۹۷۴ تأسیس شد.